# Srážka vrtulníků u Villa Castelli
Dne 9. března 2015 v 17.15 místního času se poblíž Villa Castelli v argentinské provincii La Rioja srazily při natáčení reality show Dropped francouzské televize TF 1 dva vrtulníky. Mezi soutěžícími bylo i několik francouzských olympioniků.
V době srážky byla dobrá viditelnost, ale se silnými větry a turbulencí obvyklé v této oblasti v blízkosti And. Stroje se srazily ve výšce 100 m. Obě helikoptéry (s imatrikulacemi LQ-FJQ a LQ-CGK) byly typu Eurocopter AS350B3 Ecureuil. V každém vrtulníku byl jeden pilot a čtyři cestující. Mezi oběťmi jsou oba piloti, členové televizní produkce a francouzští olympionici – plavkyně Camille Muffatová, boxer Alexis Vastine a jachtařka Florence Arthaudová.